# Begonia variifolia
Begonia variifolia là một loài thực vật có hoa trong họ Thu hải đường. Loài này được Y.M.Shui & W.H.Chen mô tả khoa học đầu tiên năm 2005.

## Phân bổ
Phạm vi bản địa của loài này là Trung Quốc (Bama, Quảng Tây). Đây là một loài thực vật thân rễ và phát triển chủ yếu ở hệ sinh thái cận nhiệt đới.